# Jozef Tovini

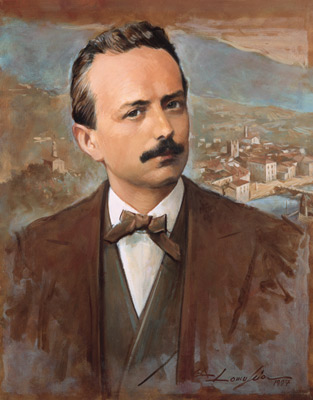
Giuseppe Tovini

Giuseppe Tovini (Cividate Camuno, 14 maart 1841 - Brescia, 16 januari 1897) was een Italiaans bankier en advocaat die in 1998 werd zalig verklaard.
Tovini was de oudste uit een bescheiden gezin en het was slechts met de steun van een priester-oom dat hij priesterstudies in Verona kon aanvatten. Na de dood van zijn vader staakte hij deze studies om in Padua rechten te gaan te studeren. Hij werd advocaat in Brescia, trouwde en werd de vader van 10 kinderen. In Brescia vestigde hij verschillende rooms-katholieke organisaties, waaronder een krant, een school en een studentenvereniging. Hij werd ook gemeenteraadslid in Brescia in 1882. 
Tovini was de oprichter van de Banco Ambrosiano, die zich ontwikkelde tot de grootste privébank in Italië. Het faillissement van deze bank in 1982 kostte de Vaticaanse Bank, die garanties had uitgegeven voor dubieuze leningen van Ambrosiano, ongeveer 10 miljard  fr. Tovini richtte ook de Banca di Valle Camonica (nu een onderdeel van UBI Banca) en de Banca San Paolo op. 
Giuseppe Tovini werd zalig verklaard door paus Johannes Paulus II op  20 september 1998. Zijn gedenkdag is 16 januari. De paus noemde Tovini een sociaal en bewogen man, die trouw aan de kerk was.
Zijn achterneef was de zalige Mosè Tovini.